# Nekhel

Nekhel (arabisk: نِخِل  også stavet og udtalt Nakhl) er hovedbyen i Nekhel Kism i guvernementet Nordlige Sinai. Den ligger i hjertet af Sinaihalvøen langs Nordlige Sinais sydgrænse. Den ligger i udkanten af El Tih bjergene i en højde af 420. m.o.h.
Nekhel by består af ti kvarterer.

## Historie
Faraonisk tid
Nekhel har altid været en del af Egypten og var en del af provinsen "Du Mafkat" i det gamle Egypten. Nekhel var den antikke hovedstad for hele Sinaiprovinsen, på grund af dens enestående strategiske placering lige midt på halvøen. I 16. århundrede f.Kr. byggede faraoerne Shur-vejen gennem Sinai til Beersheba og videre til Jerusalem. Regionen forsynede det egyptiske rige med mineraler, tyrkis, guld og kobber og velbevarede ruiner af miner og templer udgraves her.
Islamiske æra
Da den lå på den nye pilgrimsrute (Hajj) fik Nekhel yderligere betydning, ud over dens tidligere rolle som en strategisk borg og hovedstad for Sinai. Derfor blev byen en vigtig rasteplads og handelsplads for Muslimer som færdedes på Hajj ruten fra hele Afrika og Egypten til Mekka.
Ayyubide og mameluk æraen
Under Ayyubide-dynastiets og Mamelukkernes islamiske styre byggede flere sultaner deres forter og borge i Nekhel for at forsvare Egypten mod korstogene. Nekhel spillede en vigtig rolle som betydelig militær base for den egyptiske hær i middelalderen ved at besejre Korsfarerne og befri talrige provinser i det islamiske kalifat.

## Geografi og klima
Klimaet er varmt ørkenklima. Om sommeren når temperaturerne op på 40° C mens nætterne er kølige. Om vinteren kan temperaturen nå ned på -9° C og lavere i de omkringliggende bjerge.
Det er dog sjældent at opleve sne i byen, da nedbøren på årsbasis ligger på omkring 40 mm.
Byen lægger stort pres på vandressourcerne, da grundvandet i dalen stammer fra bjergene. Der er arbejde i gang med at bygge en vandledning, som skal forbinde byen med Nilen

## Kultur og befolkning
Den traditionelle befolkning i området er beduiner, hvis kultur er meget lig med andre beduingrupper. Beduinerne i Nekhel opdrætter kvæg og driver landbrug afhængig af nedbøren. Der er også egyptere, som bor der og er beskæftiget af det offentlige.

## Eksterne kilder
- Vejrudsigt
- Vejrudsigt